# Phylloxera iberica
Phylloxera iberica är en insektsart. Phylloxera iberica ingår i släktet Phylloxera och familjen dvärgbladlöss. Inga underarter finns listade i Catalogue of Life.